# بستان (حديقة)

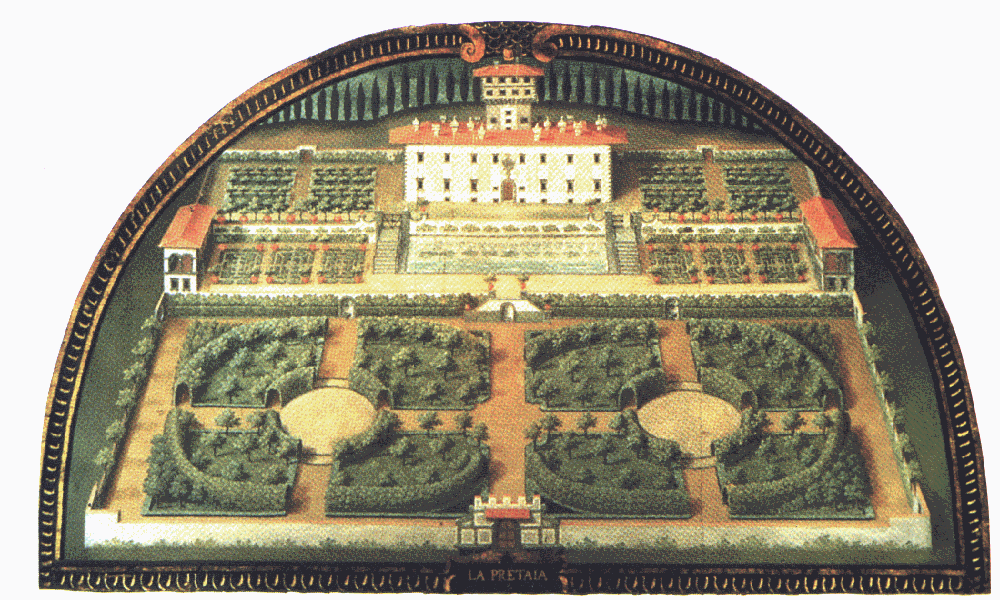
فيلا بترايا قرب فلورنسا

بستان (في الفارسية: بستان أوبوستان، في اللغة العربية: بُسْتَان) هو حديقة زراعية - حقل قريب من المنزل به أشجار الفاكهة وبادرات الخضروات والشجيرات. وهذه الكلمة في الفارسية تعني مكان طيب الرائحة بالإنجليزية. وربما كان ظهور هذه الكلمة في الإمبراطورية الإسلامية مثلما ظهرت كلمات أخرى من أصول يهودية مثل «جين» و«برديس». وعادة ما تقام البساتين قرب الأنهار لذا يكثر وجودها في الشرق الأوسط الذي يقل فيه هطول الأمطار.
وتصمم النظم الحديثة للري بحيث توفر استهلاك المياه وتعمل بوسائل مساعدة مثل الحاسوب والماصّات. وأصبح بإمكان الحاسوب تحديد الوقت اللازم للري والوقت الفعلي للري وكمية المياه في كل منطقة من الحديقة. فمثلاً يمكن الري أثناء الليل لتجنب فقد المياه بالتبخر.
ويكون البستان مسيجًا لأنه يحتوي على الفواكه والخضروات. وإذا كان البستان محاطًا بالأشجار فإنها تحميه من الرياح التي قد تضر بالمزروعات.
وبالتخطيط السديد، يمكن زراعة البستان بالفواكه والخضروات التي تفي باحتياجات الأسرة على مدار العام. وأحيانًا يمكن الاستفادة منه في زراعة الأشجار والشجيرات والخضروات حسب طبيعة الأرض التي تحدد على أساسها الطريقة المثلى للاستفادة من البستان.